# الجزائرية وان
الجزائرية وان (الجزائرية تي في حتى تاريخ 17 مايو 2017)، قناة تلفزيونية جزائرية خاصة تم إطلاقها على القمر الصناعي أتلانتيك بيرد 7، انطلق بثها الرسمي ابتداء من يوم 05 جويلية 2012 بشبكة برامجية متنوعة.

## هدف القناة
تهدف القناة من خلال برامجها إلى إيصال صورة الجزائر الحالية، هناك نقاشات دارت حول هدف القناة ومموليها

## برامج القناة[1]

### برامج سابقة
- قهوة القوسطو: برنامج أسبوعي يتنافس فيه مجموعة من الشباب على عرض أعمال كوميدية تقيم من طرف لجنة مكونة من ثلاثة أفراد، وتقيم من طرف الجمهور من خلال رسائل SMS.
- جزائريات: برنامج أسبوعي يتطرق إلى حياة المرأة الجزائرية وحياتها اليومية من مختلف الجوانب.
- دزايرنا: برنامج يومي يتعرض في كل حلقة إلى بطل من أبطال الثورة الجزائرية.
- بدل اللوك يحبوك: برنامج أسبوعي يتطرق إلى عالم التجميل.
- مع زهرة: برنامج يستضيف في كل مرة شخصية جزائرية بارزة للتحاور معها.
- كونك عاقل: برنامج نصف شهري من تقديم جلال شندالي يفصل في القضايا العائلية العالقة بنوع من العقلانية.
- قهوة حليب: برنامج فني أسبوعي يعرض أهم الفيديوكليبات والأغاني المطلوبة من الجمهور.
- فنانين لايف: برنامج أسبوعي من تقديم حكيم صالحي يستضيف في كل مرة فنانا في الأستديو لعرض ما لديه من أغاني.
- فن الطياب: برنامج نسائي يهدف إلى التعريف بالأطباق الجزائرية القديمة والحديثة.
- الفهرس: برنامج أسبوعي يتصفح أهم ما جادت به المكتبة الجزائرية من كتب ومؤلفين في مختلف ميادين الكتابة والتأليف.

### البرامج الحالية
- الجزائرية نيوز: هو موعد يومي مع نشرة مصلة لأهم الأحداث الوطنية والدولية.
- هاشتاج
- ناس وحكايات
- سوق النسا
- إضافة إلى المسلسلات والأغاني والإشهارات.

## شعارات القناة

شعار قناة الجزائرية من 2012 إلى غاية 2016.
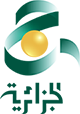
شعار قناة الجزائرية من 2016 إلى غاية 2017.
شعار قناة الجزائرية وان ابتداءا من 17 مايو 2017.